# Schottische Badmintonmeisterschaft 1937
Die Schottische Badmintonmeisterschaft 1937 fand in Edinburgh statt. Es war die 24. Austragung der nationalen Meisterschaften von Schottland im Badminton.	

## Titelträger
| Disziplin    | Sieger                             |
| ------------ | ---------------------------------- |
| Herreneinzel | nicht ausgetragen                  |
| Dameneinzel  | nicht ausgetragen                  |
| Herrendoppel | R. W. Stevenson Jr. G. M. Crabbie  |
| Damendoppel  | C. P. R. Montgomery E. Smart       |
| Mixed        | Edward W. Wilson B. H. Cuthbertson |